# Phthiria cana
Phthiria cana är en tvåvingeart som beskrevs av Philippi 1865. Phthiria cana ingår i släktet Phthiria och familjen svävflugor. Inga underarter finns listade i Catalogue of Life.